# Pittosporum cravenianum
Pittosporum cravenianum är en tvåhjärtbladig växtart som beskrevs av Richard Schodde. Pittosporum cravenianum ingår i släktet Pittosporum och familjen Pittosporaceae. Inga underarter finns listade.